# Deutsche Biographische Enzyklopädie der Theologie und der Kirchen
Die Deutsche Biographische Enzyklopädie der Theologie und der Kirchen (DBETh) ist ein biografisches Nachschlagewerk, welches in zwei Bänden Personen aus deutschsprachigen Regionen der Religions- und Kirchengeschichte beschreibt.

## Beschreibung
Sie umfasst rund achttausend Artikel von der Zeit des Frühmittelalters bis in die Gegenwart, von denen 214 weitläufiger dargestellt werden. Dazu gehören Theologen, Amtsträger, Philosophen, Künstler, weltliche Fürsten, Kirchenpolitiker sowie ausgewählte Pfarrer und Ordensleute. Dabei finden sowohl (überkonfessionell) christliche als auch jüdische Persönlichkeiten Erwähnung. Noch lebende Personen wurden bei der Auswahl nicht berücksichtigt. Das Werk baut auf Beiträgen der Deutschen Biographischen Enzyklopädie auf und arbeitet auch Informationen von verschiedenen weiteren Lexika älterer und jüngerer Datierung, wie zum Beispiel Religion in Geschichte und Gegenwart (vierte Auflage), das Lexikon des Mittelalters oder die Theologische Realenzyklopädie, ein. Die Artikel sind alphabetisch sortiert – ungefähr bis zum Jahr 1500 entsprechend der Vornamen, danach (mit Ausnahme von regierenden Fürsten) der Nachnamen. Daten folgen dem gregorianischen Kalender. Der zweite Band enthält ein Personen- und ein Ortsregister.

## Rezeption
Lothar Lies schätzte betont das ausführliche Ortsregister. Ferner sei mit dieser Arbeit „weit Verstreutes und so kaum mehr Gewusstes“ versammelt worden. Dagegen kritisierte er den starken Einfluss anderer Lexika auf die Auswahl der Persönlichkeiten. So wären in seinen Augen wichtige Akteure nicht beachtet worden, da sie beispielsweise bisher nur monographisch behandelt wurden. Andererseits, so hebt Stefan Schima hervor, würden unbekanntere Autoren des 19. und 20. Jahrhunderts porträtiert, die sonst möglicherweise in Vergessenheit geraten würden. Das „hervorragende Werk“ besäße jedoch auch kleine Mängel. So fehlten ihm ebenfalls bestimmte Figuren, genauso wie ausführlichere genealogische Hinweise im Hinblick auf Stammbäume von Pfarrersfamilien. Letzteres relativiert er jedoch mit dem Hinweis auf den beschränkten Umfang der einzelnen Artikel. Auch Rudolf Smend diskutiert die Auswahl der Personen. Positiv bemerkt er die praktische Verwendbarkeit für den alltäglichen Gebrauch infolge einer „straffen Redaktion“ und daneben die weitreichende Freiheit von Fehlern.

## Rezensionen
- Lothar Lies: Deutsche Biographische Enzyklopädie der Theologie und der Kirchen (DBETh). (2 Bände) Hier 1. Bd. In: Zeitschrift für katholische Theologie.128, Nr. 4 2006, S. 492.
- Stefan Schima: Bernd Moeller mit Bruno Jahn (Hrsg.): Deutsche Biographische Enzyklopädie der Theologie und der Kirchen (DBETh), München 2005. In: Mitteilungen der VÖB.59, Nr. 1 2006, S. 66–68.
- Rudolf Smend: Deutsche Biographische Enzyklopädie der Theologie und der Kirchen. In: Zeitschrift für neuere Theologiegeschichte.14, Nr. 2 2007, S. 326–327.

## Ausgabe
- Bernd Moeller und Bruno Jahn (Hrsg.): Deutsche Biographische Enzyklopädie der Theologie und der Kirchen. 1, A–L. K. G. Saur, München 2005, ISBN 3-598-11666-7.
- Bernd Moeller und Bruno Jahn (Hrsg.): Deutsche Biographische Enzyklopädie der Theologie und der Kirchen. 2, M–Z. K. G. Saur, München 2005, ISBN 3-598-11666-7.